# Duńska Formuła 3 Sezon 1976
1976 – osiemnasty sezon Duńskiej Formuły 3.

## Kalendarz wyścigów
| Runda | Data           | Tor       | Pole position | Najszybsze okrążenie | Zwycięzca (kierowcy) | Zwycięzca (zespoły) |
| ----- | -------------- | --------- | ------------- | -------------------- | -------------------- | ------------------- |
| 1     | 5 czerwca      | Silkeborg | ?             | ?                    | Henrik Spellerberg   | Texaco Racing DK    |
| 2     | 5 września     | Silkeborg | ?             | ?                    | Jac Nelleman         | Texaco Racing DK    |
| 3     | 3 października | Silkeborg | ?             | ?                    | John Nielsen         | Vojens Boligcenter  |

## Klasyfikacja kierowców
| Legenda oznaczeń w tabelach wyników Wyświetl szablon na nowej stronie | Legenda oznaczeń w tabelach wyników Wyświetl szablon na nowej stronie                                                                     |
| Oznaczenie                                                            | Wyjaśnienie |
| --------------------------------------------------------------------- | --- |
| Złoty                                                                 | Zwycięzca lub mistrzostwo |
| Srebrny                                                               | 2. miejsce lub wicemistrzostwo |
| Brązowy                                                               | 3. miejsce lub II wicemistrzostwo |
| Zielony                                                               | Ukończył, punktował (w klasyfikacji generalnej, gdy zdobył co najmniej jeden punkt na przestrzeni sezonu, poza trzema powyższymi opcjami) |
| Niebieski                                                             | Ukończył, nie punktował (w klasyfikacji generalnej, gdy nie zdobył co najmniej jednego punktu na przestrzeni sezonu)                      |
| Czerwony                                                              | Nie zakwalifikował się (NZ) |
| Czerwony                                                              | Nie prekwalifikował się (NPK) |
| Różowy                                                                | Nie ukończył (NU) |
| Różowy                                                                | Niesklasyfikowany (NS) (w klasyfikacji generalnej, gdy nie został sklasyfikowany w żadnym wyścigu sezonu)                                 |
| Czarny                                                                | Zdyskwalifikowany (DK) |
| Czarny                                                                | Wykluczony (WYK/EX) |
| Biały                                                                 | Nie wystartował (NW) |
| Biały                                                                 | Kontuzjowany (K/INJ) |
| Biały                                                                 | Wyścig odwołany (OD/C) |
| Bez koloru                                                            | Został wycofany (WYC/WD) |
| Bez koloru                                                            | Nie przybył (NP/DNA) |
| Bez koloru                                                            | Nie brał udziału w treningach (NT/DNP) |
| Bez koloru                                                            | Nie został zgłoszony (–) |
| Pogrubienie                                                           | Start z pole position |
| Kursywa                                                               | Najszybsze okrążenie wyścigu |
| †                                                                     | Nie ukończył, ale jego rezultat został zaliczony ze względu na przejechanie więcej niż 90% dystansu wyścigu.                              |
| *                                                                     | Sezon w trakcie |
| 1/2/3                                                                 | Punktowana pozycja w sprincie kwalifikacyjnym                                                                                             |
| Lista systemów punktacji Formuły 1                                    | |

| Poz.                                          | Kierowca           | Zespół                      | JYL | JYL | JYL | Punkty |
| --------------------------------------------- | ------------------ | --------------------------- | --- | --- | --- | ------ |
| 1                                             | Jac Nelleman       | Texaco Racing DK            | -   | 1   | 2   | 12     |
| 2                                             | Henrik Spellerberg | Texaco Racing DK            | 1   | 4   | -   | 11     |
| 3                                             | John Nielsen       | Vojens Boligcenter          | 3   | 2   | 1   | 10     |
| 4                                             | Thorkild Thyrring  | Team Tordenskjold           | 2   | NU  | -   | 8      |
| 5                                             | Jan T. Pedersen    | Jan T. Pedersen             | 4   | NU  | -   | 2      |
| 6                                             | Ole Vejlund        | Team Castrol                | -   | NU  | NU  | 1      |
| 6                                             | Søren Poul Hansen  | Søren Poul Hansen           | 5   | -   | -   | 1      |
| NS                                            | Poul Winge         | Poul Winge                  | -   | 5   | -   | 0      |
| Kierowcy niedopuszczeni do zdobywania punktów |                    |                             |     |     |     |        |
| NS                                            | Egert Haglund      | Stockholms BK               | -   | 3   | -   | 0      |
| NS                                            | Bo Hagberg         | Hotel Lerdalshöjden Rättvik | -   | NU  | -   | 0      |